# Country Is (canción)
«Country Is» es una canción interpretada por el cantautor estadounidense Tom T. Hall. Fue publicada como el segundo y último sencillo de su álbum del mismo nombre.

## Recepción de la crítica
Un escritor no especificado de Record World escribió: “En el estilo «I Love», te encantará lo que es la música country cuando escuches esto”. Un escritor no especificado de Cash Box declaró: “La canción que da título al nuevo LP de Tom es una canción encantadora y dinámica que cuenta exactamente qué es la música country en la inimitable tradición del ‘narrador’. Los arreglos de Tom son más complejos y las voces de fondo aumentan su voz tranquilizadora. La letra es gloriosa por su simplicidad y encabezará las listas en poco tiempo”.

## Rendimiento comercial
En Estados Unidos, «Country Is» debutó en la posición número 90 de la lista Hot Country Singles de la revista Billboard durante la semana que terminó el 14 de septiembre de 1974, donde se desempeñó como el séptimo debut más alto de la edición. Después de escalar de manera constante la lista durante diez semanas consecutivas, encabezó la lista el 16 de noviembre de 1974, donde desplazó la canción de Dolly Parton, «Love Is Like a Butterfly», del puesto más alto. «Country Is» salió de la lista Hot Country Singles el 28 de diciembre en la posición número 66; en total, pasó dieciséis semanas consecutivas entre los rankings de la lista.
Fuera del país natal de Hall, el sencillo tuvo un éxito comercial similar. En Canadá, el sencillo debutó en el puesto número 38 de la lista RPM Country Playlist durante la semana que terminó el 12 de octubre de 1974, donde se desempeñó como el debut más alto de la edición. En su novena semana en la lista, «Country Is» alcanzó la primera posición que anteriormente ocupaba la canción «Carefree Highway» de Gordon Lightfoot. El sencillo salió de la lista Country Playlist el 28 de diciembre en la posición número 39; en total, pasó doce semanas consecutivas entre los rankings de la lista.

## Lista de canciones
Todas las canciones escritas y compuestas por Tom T. Hall.
1. «Country Is» – 2:09
2. «God Came Through Bellville Georgia» – 2:33

## Posicionamiento
| Gráfica (1974)                                 | Pico de posición |
| ---------------------------------------------- | ---------------- |
| Canadá (RPM Country Playlist)                  | 1                |
| Estados Unidos (Billboard Hot Country Singles) | 1                |